# مکائوی شانه‌سرخ

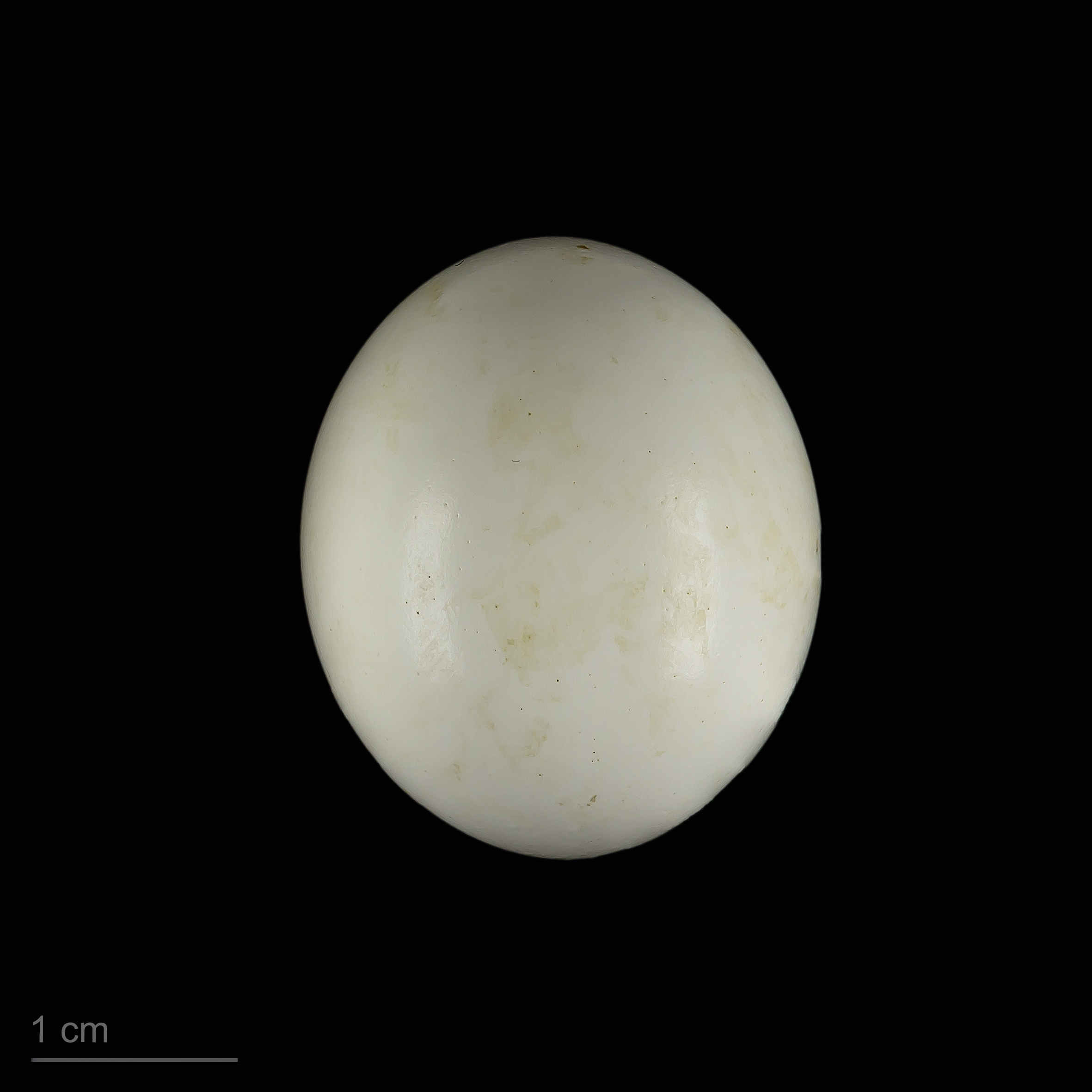
Diopsittaca nobilis

مکائوی شانه‌سرخ (نام علمی: Diopsittaca nobilis) نام یک گونه از تیره طوطیان است.